# Huernia collenetteae
Huernia collenetteae är en oleanderväxtart som beskrevs av Plowes. Huernia collenetteae ingår i släktet Huernia och familjen oleanderväxter. Inga underarter finns listade i Catalogue of Life.